# La Chaux-de-Fonds International 2001
Die La Chaux-de-Fonds International 2001 im Badminton fanden vom 27. bis zum 30. September 2001 statt.

## Die Sieger und Platzierten
| Disziplin    | Gold                                 | Silber                          | Bronze                               |
| ------------ | ------------------------------------ | ------------------------------- | ------------------------------------ |
| Herreneinzel | Bobby Milroy                         | Ilkka Nyqvist                   | Jürgen Koch                          |
| Herreneinzel | Bobby Milroy                         | Ilkka Nyqvist                   | Aamir Ghaffar                        |
| Dameneinzel  | Maja Pohar                           | Natalja Esipenko                | Jill Pittard                         |
| Dameneinzel  | Maja Pohar                           | Natalja Esipenko                | Nathalie Descamps                    |
| Herrendoppel | Vincent Laigle Svetoslav Stoyanov    | Manuel Dubrulle Mihail Popov    | Peter Jeffrey Ian Palethorpe         |
| Herrendoppel | Vincent Laigle Svetoslav Stoyanov    | Manuel Dubrulle Mihail Popov    | Wouter Claes Frédéric Mawet          |
| Damendoppel  | Fabienne Baumeyer Cynthia Tuwankotta | Anna Larchenko Oksana Larchenko | Liza Parker Suzanne Rayappan         |
| Damendoppel  | Fabienne Baumeyer Cynthia Tuwankotta | Anna Larchenko Oksana Larchenko | Perrine Lebuhanic Tatiana Vattier    |
| Mixed        | Peter Jeffrey Suzanne Rayappan       | Paul Trueman Liza Parker        | Pascal Bircher Cynthia Tuwankotta    |
| Mixed        | Peter Jeffrey Suzanne Rayappan       | Paul Trueman Liza Parker        | Konstantin Tatranov Natalja Esipenko |

## Finalergebnisse
| Disziplin    | Sieger                               | Finalist                        | Ergebnis                |
| ------------ | ------------------------------------ | ------------------------------- | ----------------------- |
| Herreneinzel | Bobby Milroy                         | Ilkka Nyqvist                   | 0–7, 7–2, 3–7, 7–0, 7–2 |
| Dameneinzel  | Maja Pohar                           | Natalja Esipenko                | 5–7, 7–2, 7–2, 7–5      |
| Herrendoppel | Vincent Laigle Svetoslav Stoyanov    | Manuel Dubrulle Mihail Popov    | 7–4, 7–2, 7–1           |
| Damendoppel  | Fabienne Baumeyer Cynthia Tuwankotta | Anna Larchenko Oksana Larchenko | 7–2, 7–5, 7–1           |
| Mixed        | Peter Jeffrey Suzanne Rayappan       | Paul Trueman Liza Parker        | 7–3, 7–2, 4–7, 7–4      |